# Volkswagen Hormiga
Volkswagen Hormiga är en enkel lastbilsmodell tillverkad i Mexiko. Modellen tillverkades under en 3-årsperiod till ett antal av ca 3 600.
Bilen baserades på Typ EA 489 "Basistransporter" vilken producerades i Hannover under åren 1975-1979, total produktion ca: 2600 enheter i huvudsak i formen CKD.